# 显密圆通成佛心要集
《顯密圓通成佛心要集》，中國佛教著作，由遼朝道宗小五台山金河寺沙門道㲀（字法幢，俗姓杜。或作道𭮨，據研究道㲀才是正確的寫法）编作。
書分上下二卷。內分四門：顯教心要、密教心要、顯密雙辨、慶遇述懷。
全書可說是作者學佛修行的經驗與心得，是信奉準提菩薩的基本典籍。本書所載之修法儀軌，內含法界真言、護身真言、六字大明咒與一字大輪咒，為唐密开元三大士所譯的準提法儀軌中所未見。該書宣揚華嚴思想，有意從事顯密融合。

## 外部連結
- 顯密圓通成佛心要集介紹[永久]
- 显密圆通成佛心要集与准提信仰 （页面存档备份，存于）
- 显密圆通成佛心要集全文 （页面存档备份，存于）